# Haematopinoides squamosus
Haematopinoides squamosus ist eine in Nordamerika vorkommende Art der Tierläuse, die als Ektoparasit Neuweltmaulwürfe (Ostamerikanischer Maulwurf, Haarschwanzmaulwurf) befällt. Sie ist der einzige Vertreter der Gattung Haematopinoides. Die Zuordnung zum Wirt Flachland-Taschenratte in der Erstbeschreibung durch Herbert Osborn beruhte höchstwahrscheinlich auf einer Fehlidentifizierung des Wirts.

## Merkmale
Die Laus ist 1,5 mm lang und 0,5 mm breit und hat einen langgestreckten Körper. Die 0,1 mm langen Antennen sind viergliedrig. Einzigartiges Merkmal ist am dritten Beinpaar ein häutiger, blasenartiger Anhang am Vorderrand der Coxae und ein ähnlicher am Vorderrand der Tibia. Sternal- und Tergalplatten des Abdomens sind bei Männchen an allen Abdominalsegmenten außer dem ersten ausgebildet. Bei Weibchen sind Tergalplatten nur am ersten bis dritten, Sternalplatten am zweiten und dritten Hinterleibssegment ausgebildet. Bei Weibchen sind sowohl bauch- als auch rückenseitig zwei Reihen von Borsten (Setae) in nahezu allen Segmenten zu finden, bei Männchen nur eine. Die Sternalplatte des zweiten Segments ist wie bei Ancistroplax längsgeteilt.